# خوان پابلو کافا
خوان پابلو کافا (انگلیسی: Juan Pablo Caffa؛ زادهٔ ۳۰ سپتامبر ۱۹۸۴) بازیکن فوتبال اهل آرژانتین است.
از باشگاه‌هایی که در آن بازی کرده‌است می‌توان به باشگاه فوتبال آرسنال ساراندی، باشگاه فوتبال بوکا جونیورز، باشگاه فوتبال رئال ساراگوسا، باشگاه فوتبال آستراس تریپولی، باشگاه فوتبال رئال بتیس، و باشگاه ورزشی دفنسور اشاره کرد.